# Montbolo
Montbolo (kat.: Montboló) – miejscowość i gmina we Francji, w regionie Oksytania, w departamencie Pireneje Wschodnie.
Według danych na rok 1990 gminę zamieszkiwały 133 osoby, a gęstość zaludnienia wynosiła 6 osób/km² (wśród 1545 gmin Langwedocji-Roussillon Montbolo plasuje się na 770. miejscu pod względem liczby ludności, natomiast pod względem powierzchni na miejscu 331.).

## Zabytki
Zabytki na terenie gminy posiadające status monument historique:
- kościół św. Andrzeja (Église Saint-André de Montbolo)

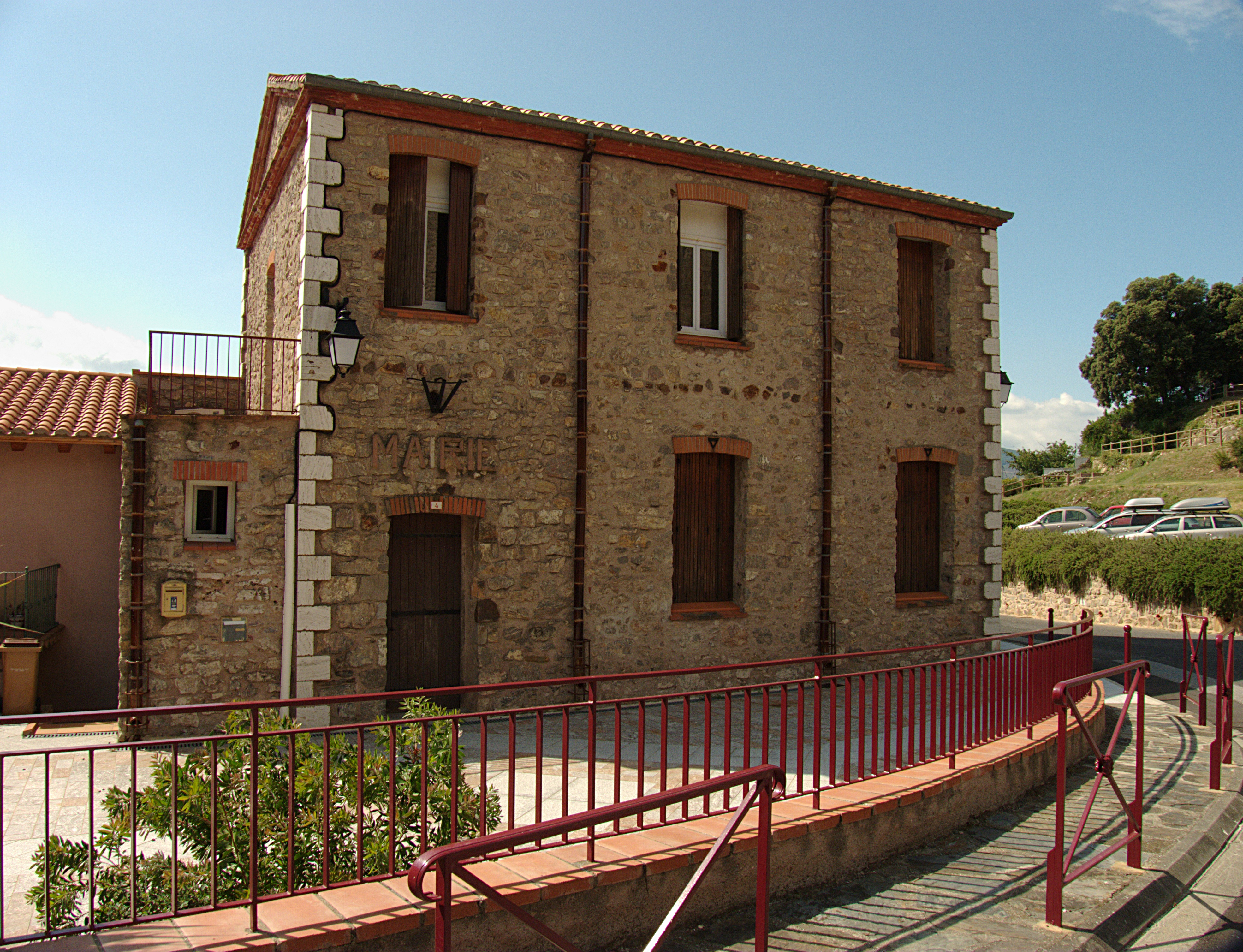
Ratusz w Montbolo, 2011

## Populacja

Populacja Montbolo w latach 1962–2008